# Pierre Ceyrac
Pierre Ceyrac (1914. – 2012.), francuski isusovac i dugogodišnji misionar u Indiji, nositelj Legije časti.
Rođen je u katoličkoj obitelji u središnjoj Francuskoj, kao drugo od šestero djece. S osamnaest godina stupa u isusovački novicijat. Diplomirao je filologiju i klasične studije na Sorbonni. Nakon stjecanja diplome, potaknut ujakovim primjerom, koji je također bio isusovački misionar na jugu Indije, isplovljava 1937. iz Marseillesa za Indiju, u kojoj će provesti veći dio svog života. Na Koledžu u Chennaiju diplomirao je tamilski jezik i sanskrt te proučavao Vede. Po završetku redovničke formacije imenovan je kapelanom Koledža sv. Josipa u Tiruchirappalliju, kasnije i Sveindijskog saveza katoličkih sveučilišta. 
staknuo se u misijskom djelovanju među dalitima. Projektom »Tisuću kotača« i uz pomoć donacija iz Europe (napose rodne Francuske) osposobio je niz poljoprivrednih gospodarstava u okolici Manamaduraija, osiguravši bolje životne uvjete četvrtini milijuna stanovnika toga kraja. Potaknut pozivom Pedra Arrupea, osnivača Isusovačke službe za izbjeglice, Ceyrac u Tajlandu pomaže u spašavanju tisuća Kambodžana, prebjeglih od kmerskog režima. Povratkom u Chennai, posvećuje se osnivanju siročišta  (ambukarangal - »otvorene ruke«) i škola za siromašnu djecu. Uključio se i u pružanje humanitarne pomoći žrtava tsunamija u Indijskom oceanu 2004.
Francuski predsjednik Jacques Chirac napisao je o njemu: »Pater Ceyrac, Vi ste muž koji pobjeđuje bijedu. Čovjek koji se svom snagom vjere i ljubavi svakodnevno bori protiv hude sudbe koja bije i vrijeđa ljudsku prirodu. Vi ste čovjek koji omogućuje budućnost, svjesni poput Camusa da 'ako čovjek ne uspije pomiriti pravdu i slobodu, onda ne uspijeva ni u čemu.«